# Пам'ятки історії Черняхівського району
У Черняхівському районі Житомирської області на обліку перебуває 117 пам'яток історії.
| №п/п | Охоронний номер | Найменування пам'ятки                                                                                                  | Адреса                                                                           | Рік      | Автор                             | № рішення про взяття на державний облік | Фото |
| ---- | --------------- | --- | -------------------------------------------------------------------------------- | -------- | --------------------------------- | --------------------------------------- | ---- |
| 1.   | 1811            | Братська могила радянських воїнів. Поховано 23 чол.                                                                    | с. Андріївка, Андріївська с/р, біля дороги Житомир -Коростень.                   | 1965     | -                                 | № 388 від 06.09.1976 р.                 |      |
| 2.   | 1812            | Братська могила радянських воїнів. Поховано 225 чол.                                                                   | с. Андріївка, Андріївська с/р, на кладовищі.                                     | 1950     | -                                 | № 388 від 06.09.1976 р.                 |      |
| 3.   | 1248            | Група (2) братських могил радянських воїнів. Поховано 20 чол.                                                          | с. Бежів, Бежівська с/р, на кладовищі.                                           | 1957     | -                                 | № 442 від 29.09.1969 р.                 |      |
| 4.   | 1249            | Братська могила радянських танкистів. Поховано 3 чол.                                                                  | с. Бежів, Бежівська с/р, в центрі села.                                          | 1945     | -                                 | № 442 від 29.09.1969 р.                 |      |
| 5.   | 1815            | Братська могила радянських воїнів. Поховано 14 чол.                                                                    | с. Бежів, Бежівська с/р, в центрі села.                                          | 1956     | -                                 | № 388 від 06.09.1976 р.                 |      |
| 6.   | 1832            | Пам'ятник учасникам громадянської війни.                                                                               | с. Бежів, Бежівська с/р, в центрі села.                                          | 1922     | -                                 | № 388 від 06.09.1976 р.                 |      |
| 7.   | 2403            | Братська могила радянських воїнів. Поховано 87 чол.                                                                    | с. Бежів, Бежівська с/р, на кладовищі.                                           | 1958     | -                                 | № 559 від 26.12.1976 р.                 |      |
| 8.   | 2404            | Могила Дашкевича М. П. — професора, літературознавця.                                                                  | с. Бежів, Бежівська с/р, в центрі села.                                          | 1910     | -                                 | № 559 від 26.12.1979 р.                 |      |
| 9.   | 2405            | Пам'ятник воїнам-односельчанам.                                                                                        | с. Бежів, Бежівська с/р, в центрі села.                                          | 1973     | -                                 | № 559 від 26.12.1979 р.                 |      |
| 10.  | 2420            | Група (3) братських могил радянських воїнів. Поховано 17 чол.                                                          | с. Бежів, Бежівська с/р, на кладовищі.                                           | 1957     | -                                 | № 559 від 26.12.1979 р.                 |      |
| 11.  | 1250            | Братська могила радянських воїнів. Поховано 54 чол.                                                                    | с. Браженка, Селецька с/р, в центрі села, біля школи.                            | 1950     | -                                 | № 442 від 29.09.1969 р.                 |      |
| 12.  | 1264            | Могила радянського воїна.                                                                                              | с. Браженка, Селецька с/р, на кладовищі.                                         | 1950     | -                                 | № 390 від 08.10.1992 р.                 |      |
| 13.  | 3293            | Пам'ятник воїнам-односельчанам.                                                                                        | с. Браженка, Селецька с/р, біля магазину.                                        | 1995     | -                                 | № 616 від 29.09.1999 р.                 |      |
| 14.  | 1251            | Братська могила радянських воїнів. Поховано 9 чол.                                                                     | с. Велика Горбаша, Великогорбачівська с/р, на кладовищі.                         | 1959     | -                                 | № 442 від 29.09.1969 р.                 |      |
| 15.  | 2406            | Пам'ятник воїнам-односельчанам.                                                                                        | с. Велика Горбаша, Великогорбачівська с/р, в центрі села.                        | 1970     | -                                 | № 559 від 26.12.1979 р.                 |      |
| 16.  | 2408            | Пам'ятник воїнам-односельчанам.                                                                                        | с. Видибор, Видиборська с/р, в центрі села.                                      | 1967     | -                                 | № 559 від 26.12.1979 р.                 |      |
| 17.  | 2409            | Пам'ятник на честь єднання працюючих всього світу.                                                                     | с. Високе, Високівська с/р, біля Будинку Культури                                | 1926     | -                                 | № 559 від 26.12.1979 р.                 |      |
| 18.  | 1255            | Братська могила радянських воїнів. Поховано 54 чол.                                                                    | с. Високе, Високівська с/р, біля .Будинку Культури.                              | 1952     | -                                 | № 442 від 29.09.1969 р.                 |      |
| 19.  | 1256            | Група (5) могил радянських воїнів. Поховано 23 чол.                                                                    | с. Високе, Високівська с/р, біля сільської ради.                                 | 1949     | -                                 | № 442 від 29.09.1969 р.                 |      |
| 20.  | 1257            | Братська могила радянських воїнів, серед яких похований Плакидін Д. І. — Герой Радянського Союзу. Поховано 7 чол.      | с. Високе, Високівська с/р, на кладовищі.                                        | 1956     | -                                 | № 442 від 29.09.1969 р.                 |      |
| 21.  | 1252            | Група (6) могил радянських воїнів. Поховано 27 чол.                                                                    | с. Видибор, Видиборська с/р, на кладовищі.                                       | 1953     | -                                 | № 442 від 29.09.1969 р.                 |      |
| 22.  | 1833            | Пам'ятник воїнам-односельчанам.                                                                                        | с. Високе, Високівська с/р, в центрі села.                                       | 1974     | -                                 | № 388 від 06.09.1976 р.                 |      |
| 23.  | 1253            | Братська могила радянських воїнів. Поховано 33 чол.                                                                    | с. Вишпіль, Зороківська с/р, на кладовищі.                                       | 1957     | -                                 | № 442 від 29.09.1969 р.                 |      |
| 24.  | 1254            | Братська могила радянських воїнів. Поховано 11 чол.                                                                    | с. Вишпіль, Зороківська с/р, в центрі села.                                      | 1957     | -                                 | № 442 від 29.09.1969 р.                 |      |
| 25.  | 1816            | Братська могила радянських воїнів. Поховано 11 чол.                                                                    | с. Вільськ, Вільська с/р, на кладовищі.                                          | 1965     | -                                 | № 388 від 06.09.1976 р.                 |      |
| 26.  | 2407            | Пам'ятник воїнам-односельчанам.                                                                                        | с. Вільськ, Вільська с/р.,в центрі села.                                         | 1972     | -                                 | № 559 від 26.12.1979 р.                 |      |
| 27.  | 1260            | Група (4) могил радянських воїнів, серед яких похований Тварковський Ю. В. — Герой Радянського Союзу. Поховано 13 чол. | с. Ганнопіль, Видиборська с/р, в центрі села.                                    | 1953     | -                                 | № 442 від 26.12.1979 р.                 |      |
| 28.  | 2410            | Пам'ятник воїнам-односельчанам.                                                                                        | с. Ганнопіль, Видиборська с/р, в центрі села.                                    | 1967     | -                                 | № 559 від 26.12.1979 р.                 |      |
| 29.  | 1258            | Братська могила радянських воїнів. Поховано 27 чол.                                                                    | смт. Головине, Головинська сел. Рада, в колгоспному саду.                        | 1952     | -                                 | № 442 від 26.12.1979 р.                 |      |
| 30.  | 1259            | Братська могила радянських воїнів. Поховано 54 чол.                                                                    | смт. Головине, Головинська сел. Рада, на кладовищі.                              | 1953     | -                                 | № 442 від 29.09.1969 р.                 |      |
| 31.  | 1261            | Братська могила радянських воїнів. Поховано 16 чол.                                                                    | смт. Головине, Головинська сел. Рада, в центрі села.                             | 1963     | Кизюк В. Г.                       | № 442 від 29.09.1969 р.                 |      |
| 32.  | 2411            | Пам'ятник воїнам-односельчанам.                                                                                        | смт. Головине, Головинська сел. Рада, в центрі села.                             | 1965     | Кизюк В. Г.                       | № 559 від 26.12.1979 р.                 |      |
| 33.  | 2412            | Група (4) могил учасників громадянської війни. Кількість похованих невідома.                                           | с. Горбулів, Горбулівська с/р, в центрі села, 60-80 м на пів.-зах. від с/р.      | 1924     | -                                 | № 559 від 26.12.1979 р.                 |      |
| 34.  | 2413            | Пам'ятник на честь 50-річчя Жовтня.                                                                                    | с. Горбулів, Горбулівська с/р, у дворі школи.                                    | 1967     | -                                 | № 559 від 26.12.1979 р.                 |      |
| 35.  | 2414            | Пам'ятник воїнам-односельчанам.                                                                                        | с. Горбулів, Горбулівська с/р, в центрі села, 100 −150 м на пів.-схід від с/р.   | 1965     | -                                 | № 559 від 26.12.1979 р.                 |      |
| 36.  | 2415            | Братська могила радянських парашутистів. Поховано 19 чол.                                                              | с. Горбулів, Горбулівська с/р, на кладовищі.                                     | 1960     | -                                 | № 559 від 26.12.1979 р.                 |      |
| 37.  | 1817            | Братська могила радянських воїнів. Поховано 20 чол.                                                                    | с. Горбулів, Горбулівська с/р, біля церкви (за 25-30 м від церкви)               | 1965     | -                                 | № 388 від 06.09.1976 р.                 |      |
| 38.  | 1818            | Братська могила радянських воїнів. Поховано 45 чол.                                                                    | с. Горбулів, Горбулівська с/р, на кладовищі.                                     | 1950     | -                                 | № 388 від 06.09.1976 р.                 |      |
| 39.  | 1262            | Братська могила радянських воїнів. Поховано 19 чол.                                                                    | с. Городище, Городищенська с/р, на кладовищі.                                    | 1951     | -                                 | № 442 від 29.09.1969 р.                 |      |
| 40.  | 2416            | Пам'ятник воїнам-односельчанам.                                                                                        | с. Городище, Городищенська с/р, в центрі села.                                   | 1974     | -                                 | № 559 від 26.12.1979 р.                 |      |
| 41.  | 1263            | Група (5) братських могил радянських воїнів. Поховано 143 чол.                                                         | с. Дівочки, Дівочківська с/р, на кладовищі.                                      | 1956     | -                                 | № 442 від 29.09.1969 р.                 |      |
| 42.  | 2418            | Пам'ятник воїнам-односельчанам.                                                                                        | с. Жадьки, Жадьківська с/р, в центрі села.                                       | 1972     | -                                 | № 559 від 26.12.1979 р.                 |      |
| 43.  | 2417            | Братська могила радянських воїнів. Поховано 12 чол.                                                                    | с. Жадьки, Жадьківська с/р, на кладовищі.                                        | 1948     | -                                 | № 559 від 26.12.1979 р.                 |      |
| 44.  | 1265            | Група (10) братських могил радянських воїнів. Поховано 83 чол.                                                         | с. Жадьки, Жадьківська с/р, на кладовищі.                                        | 1947     | -                                 | № 442 від 29.09.1969 р.                 |      |
| 45.  | 1295            | Братська могила радянських воїнів. Кількість похованих невідома.                                                       | с. Жадьки, Жадьківська с/р, на кладовищі.                                        | 1948     | -                                 | № 390 від 08.10.1992 р.                 |      |
| 46.  | 1266            | Братська могила радянських воїнів. Поховано 34 чол.                                                                    | с. Забріддя, Забрідська с/р, на кладовищі.                                       | 1954     | -                                 | № 442 від 08.10.1992 р.                 |      |
| 47.  | 1267            | Братська могила радянських воїнів. Поховано 55 чол.                                                                    | с. Забріддя, Забрідська с/р, на кладовищі.                                       |          | -                                 | № 442 від 08.10.1992 р.                 |      |
| 48.  | 1268            | Могила радянського воїна.                                                                                              | с. Забріддя, Забрідська с/р, біля сільської Ради.                                | 1959     | -                                 | № 442 від 08.10.1992 р.                 |      |
| 49.  | 3286            | Пам'ятник воїнам-односельчанам.                                                                                        | с. Забріддя, Забрідська с/р, в центрі села.                                      | 1986     | -                                 | № 616 від 29.09.1999 р.                 |      |
| 50.  | 1269            | Братська могила радянських воїнів. Поховано 15 чол.                                                                    | с. Зороків, Зороківська с/р, на кладовищі.                                       | 1957     | -                                 | № 442 від 29.09.1969 р.                 |      |
| 51.  | 1270            | Братська могила радянських воїнів. Поховано 12 чол.                                                                    | с. Зороків, Зороківська с/р, на кладовищі.                                       | 1957     | -                                 | № 442 від 29.09.1969 р.                 |      |
| 52.  | 1271            | Братська могила радянських воїнів. Поховано 6 чол.                                                                     | с. Зороків, Зороківська с/р, в центрі села.                                      | 1948     | -                                 | № 442 від 29.09.1969 р.                 |      |
| 53.  | 2419            | Братська могила радянських воїнів. Поховано 6 чол.                                                                     | с. Зороків, Зороківська с/р, на кладовищі.                                       | 1957     | -                                 | № 559 від 26.12.1979 р.                 |      |
| 54.  | 1272            | Братська могила радянських воїнів. Поховано 17 чол.                                                                    | с. Іванків, Зороківська с/р, на кладовищі.                                       | 1972     | -                                 | № 442 від 29.09.1969 р.                 |      |
| 55.  | 1820            | Братська могила радянських воїнів. Поховано 32 чол.                                                                    | с. Карла Маркса, Жадьківська с/р, на кладовищі.                                  | 1948     | -                                 | № 388 від 06.09.1976 р.                 |      |
| 56.  | 2587            | Братська могила радянських воїнів.                                                                                     | с. Клітище, Клітищенська с/р.                                                    | 1950     | -                                 | № 468 від 29.10.1983 р.                 |      |
| 57.  | 2421            | Пам'ятник воїнам-односельчанам.                                                                                        | с. Коростелівка, Видиборська с/р, в центрі села.                                 | 1967     | -                                 | № 559 від 26.12.1979 р.                 |      |
| 58.  | 1273            | Братська могила радянських воїнів. Поховано 24 чол.                                                                    | с. Коростелівка, Видиборська с/р, на кладовищі.                                  | 1947     | -                                 | № 442 від 29.09.1969 р.                 |      |
| 59.  | 1821            | Братська могила радянських воїнів. Поховано 126 воїнів.                                                                | с. Корчівка, Сліпчицька с/р, на кладовищі.                                       | 1958     | -                                 | № 388 від 06.09.1976 р.                 |      |
| 60.  | 1822            | Могила радянської медсестри.                                                                                           | с. Корчівка, Сліпчицька с/р, на окраїні лісу.                                    | 1965     | -                                 | № 388 від 06.09.1976 р.                 |      |
| 61.  | 1274            | Братська могила радянських воїнів. Поховано 25 чол.                                                                    | с. Крученець, Ксаверівська с/р, на кладовищі.                                    | 1957     | -                                 | № 442 від 29.09.1969 р.                 |      |
| 62.  | 1303            | Могила Гриневич К. Р. — жертви фашизму.                                                                                | с. Крученець, Ксаверівська с/р, на кладовищі.                                    | 1968     | -                                 | № 390 від 08.10.1992 р.                 |      |
| 63.  | 1275            | Братська могила радянських воїнів. Поховано 20 чол.                                                                    | с. Ксаверівка, Ксаверівська с/р, в центрі села.                                  | 1954     | -                                 | № 442 від 29.09.1969 р.                 |      |
| 64.  | 1835            | Пам'ятник Ксаверівським комунарам.                                                                                     | с. Ксаверівка, Ксаверівська с/р, в центрі села.                                  | 1972     | -                                 | № 388 від 06.09.1976 р.                 |      |
| 65.  | 2422            | Пам'ятник воїнам — односельчанам.                                                                                      | с. Ксаверівка, Ксаверівська с/р, в центрі села.                                  | 1975     | -                                 | № 559 від 26.12.1979 р.                 |      |
| 66.  | 1277            | Братська могила радянських воїнів. Поховано 13 чол.                                                                    | с. Мала Горбаша, Великогорбашівська с/р, на кладовищі.                           | 1951     | -                                 | № 442 від 29.09.1969 р.                 |      |
| 67.  | 2423            | Пам'ятник воїнам-односельчанам.                                                                                        | с. Мала Горбаша, Великогорбашівська с/р, в центрі села.                          | 1967     | -                                 | № 559 від 26.12.1979 р.                 |      |
| 68.  | 1823            | Братська могила радянських воїнів. Поховано 2 чол.                                                                     | с. Малинівка, Стиртівська с/р.,на кладовищі.                                     | 1965     | -                                 | № 388 від 06.09.1976 р.                 |      |
| 69.  | 1276            | Братська могила радянських воїнів. Поховано 26 чол.                                                                    | с. Мокренщина, Пекарщинська с/р, в центрі села.                                  | 1950     | -                                 | № 442 від 26.09.1969 р.                 |      |
| 70.  | 1824            | Братська могила радянських воїнів та партизан. Поховано 8 чол.                                                         | с. Науменка, Горбулівська с/р, на околиці села.                                  | 1950     | -                                 | № 388 від 06.09.1976 р.                 |      |
| 71.  | 1278            | Братська могила радянських воїнів. Поховано 18 чол.                                                                    | с. Некраші, Троковицька с/р, на кладовищі.                                       | 1965     | -                                 | № 442 від 29.09.1969 р.                 |      |
| 72.  | 1825            | Братська могила радянських воїнів. Поховано 19 чол.                                                                    | с. Нераж, Жадьківська с/р, біля школи.                                           | 1950     | -                                 | № 388 від 06.09.1976 р.                 |      |
| 73.  | 1826            | Могила Попова В. О. — радянського воїна.                                                                               | с. Новопіль, Новопільська с/р, біля школи.                                       | 19501990 | -                                 | № 442 від 29.09.1969 р.                 |      |
| 74.  | 2424            | Пам'ятник воїнам-односельчанам.                                                                                        | с. Новопіль, Новопільська с/р, в центрі села.                                    | 1975     | -                                 | № 559 від 26.12.1979 р.                 |      |
| 75.  | 1279            | Братська могила радянських воїнів. Поховано 19 чол.                                                                    | с. Новосілка, Черняхівська сел. Рада, в центрі села.                             | 1959     | -                                 | № 442 від 29.09.1969 р.                 |      |
| 76.  | 1280            | Братська могила радянських воїнів. Поховано 56 чол.                                                                    | с. Осники, Високівськка с/р, на кладовищі.                                       | 1956     | -                                 | № 442 від 29.09.1969 р.                 |      |
| 77.  | 1281            | Братська могила радянських воїнів. Поховано 3 чол.                                                                     | с. Осники, Високівська с/р, біля школи.                                          | 1947     | -                                 | № 442 від 29.09.1969 р.                 |      |
| 78.  | 1282            | Могила Нечипоренка А. А. — радянського партизана.                                                                      | с. Осники, Високівська с/р, біля школи.                                          | 1948     | -                                 | № 442 від 29.09.1969 р.                 |      |
| 79.  | 2425            | Могила Рабощук М. Г. — комсомолки.                                                                                     | с. Осники, Високівська с/р, на кладовищі.                                        | 1948     | -                                 | № 559 від 26.12.1979 р.                 |      |
| 80.  | 1834            | Пам'ятник на честь Жовтневої революції.                                                                                | с. Осники, Висоівська с/р, біля школи.                                           | 1921     | -                                 | № 388 від 06.09.1976 р.                 |      |
| 81.  | 1283            | Братська могила радянських воїнів. Поховано 13 чол.                                                                    | с. Очеретянка, Очеретянська с/р, в центрі села.                                  | 19561975 | -                                 | № 442 від 29.09.1969 р.                 |      |
| 82.  | 1284            | Братська могила радянських воїнів. Поховано 20 чол.                                                                    | с. Очеретянка, Очеретянська с/р, на кладовищі.                                   | 1954     | -                                 | № 442 від 29.09.1969 р.                 |      |
| 83.  | 3290            | Пам'ятник воїнам-односельчанам.                                                                                        | с. Очеретянка, Очеретянська с/р, 60-70 м на захід від с/р.                       | 1991     | -                                 | № 616 від 29.09.1999 р.                 |      |
| 84.  | 1285            | Братська могила радянських воїнів. Поховано 25 чол.                                                                    | с. Пекарщина, Пекарщинська с/р, на кладовищі.                                    | 1955     | -                                 | № 442 від 29.09.1969 р.                 |      |
| 85.  | 1286            | Братська могила радянських воїнів. Поховано 13 чол.                                                                    | с. Пекарщина, Пекарщинська с/р, на кладовищі.                                    | 1950     | -                                 | № 442 від 29.09.1969 р.                 |      |
| 86.  | 1287            | Братська могила радянських воїнів. Поховано 19 чол.                                                                    | с. Пекарщина, Пекарщинська с/р, в центрі села, 50-60 м на пів.-захід від церкви. | 1950     | -                                 | № 442 від 29.09.1969 р.                 |      |
| 87.  | 2426            | Пам'ятник воїнам-односельчанам.                                                                                        | с. Пекарщина, Пекарщинська с/р, в центрі села.                                   | 1974     | Грінченко Г. Ф., Таранченко В. О. | № 559 від 26.12.1979 р.                 |      |
| 88.  | 2427            | Пам'ятник воїнам-односельчанам. Поховано 52 чол.?                                                                      | с. Росівка, Салівська с/р, в центрі села.                                        | 19651973 | -                                 | № 559 від 26.12.1979 р.                 |      |
| 89.  | 1827            | Братська могила радянських воїнів. Поховано 2 чол.                                                                     | с. Рудня, Очеретянська с/р, на кладовищі.                                        | 1958     | -                                 | № 388 від 06.09.1976 р.                 |      |
| 90.  | 1288            | Братська могила радянських воїнів. Поховано 46 чол.                                                                    | с. Сали, Салівська с/р, на кладовищі.                                            | 1957     | -                                 | № 442 від 29.09.1969 р.                 |      |
| 91.  | 1296            | Братська могила радянських воїнів. Поховано 79 чол. (49-відомо).                                                       | с. Сали, Салівська с/р, в центрі села, біля магазину.                            | 1957     | -                                 | № 442 від 29.09.1969 р.                 |      |
| 92.  | 1305            | Братська могила радянських воїнів. Кількість похованих невідома.                                                       | с. Сали, Салівська с/р, на кладовищі.                                            | 1950     | -                                 | № 390 від 08.10.1992 р.                 |      |
| 93.  | 3291            | Пам'ятник воїнам-односельчанам.                                                                                        | с. Сали, Салівська с/р, на пів.-захід від клубу.                                 | 1994     | -                                 | № 616 від 29.09.1999 р.                 |      |
| 94.  | 1289            | Братська могила радянських воїнів. Поховано 21 чол.                                                                    | с. Свидя, Видиборська с/р, на кладовищі.                                         | 1957     | -                                 | № 442 від 29.09.1969 р.                 |      |
| 95.  | 2428            | Пам'ятник воїнам-односельчанам.                                                                                        | с. Свидя, Видиборська с/р, в центрі села.                                        | 1967     | -                                 | № 559 від 26.12.1979 р.                 |      |
| 96.  | 1290            | Братська могила радянських воїнів. Поховано 29 чол.                                                                    | с. Селець, Селецька с/р, в центрі села, 5 м на південь від с/р.                  | 1967     | -                                 | № 442 від 29.09.1969 р.                 |      |
| 97.  | 1306            | Братська могила радянських воїнів. Кількість похованих невідома.                                                       | с. Селець, Селецька с/р, на кладовищі.                                           | 1980     | -                                 | № 390 від 08.10.1992 р.                 |      |
| 98.  | 3292            | Пам'ятник воїнам-односельчанам.                                                                                        | с. Селець, Селецька с/р, біля сільради, на північ від магазину.                  | 1992     | -                                 | № 616 від 29.09.1999 р.                 |      |
| 99.  | 1294            | Група (2) братських могил радянських воїнів. Поховано 18 чол. (Заміна пам'ятника)                                      | с. Селянщина, Селянщинська с/р, в центрі села.                                   | 1954     | -                                 | № 442 від 29.09.1969 р.                 |      |
| 100. | 1828            | Братська могила радянських воїнів. Поховано 2 чол.                                                                     | с. Славів, Селянщинська с/р, в центрі села.                                      | 1965     | -                                 | № 338 від 06.09.1976 р.                 |      |
| 101. | 1829            | Братська могила радянських воїнів. Поховано 21 чол.                                                                    | с. Сліпчиці, Сліпчицька с/р, в центрі села.                                      | 1953     | -                                 | № 388 від 06.09.1976 р.                 |      |
| 102. | 2429            | Група (2) братських могил радянських воїнів. Поховано 70 чол.                                                          | с. Сліпчиці, Сліпчицька с/р, на кладовищі.                                       | 1966     | -                                 | № 559 від 26.12.1979 р.                 |      |
| 103. | 2430            | Братська могила радянських воїнів.                                                                                     | с. Стирти, Стиртівська с/р, на новому кладовищі.                                 | 1958     | -                                 | № 559 від 26.12.1979 р.                 |      |
| 104. | 1291            | Братська могила радянських воїнів. Поховано 3 чол.                                                                     | с. Стирти, Стиртівськак с/р, на старому кладовищі.                               | 1959     | -                                 | № 442 від 29.09.1969 р.                 |      |
| 105. | 1292            | Братська могила радянських воїнів. Поховано 3 чол.                                                                     | с. Стирти, Стиртівська с/р, на старому кладовищі.                                | 1959     | -                                 | № 442 від 29.09.1969 р.                 |      |
| 106. | 1293            | Братська могила радянських воїнів. Поховано 64 чол.                                                                    | с. Стирти, Стиртівська с/р, на новому кладовищі.                                 | 1958     | -                                 | № 442 від 29.09.1969 р.                 |      |
| 107. | 1297            | Група (3) братських могил радянських воїнів. Поховано 58 чол.                                                          | с. Стирти, Стиртівська с/р, в центрі села.                                       | 1951     | -                                 | № 442 від 29.09.1969 р.                 |      |
| 108. | 1298            | Братська могила радянських воїнів. Поховано 44 чол.                                                                    | с. Троковичі, Троковицька с/р, біля Будинку культури.                            | 1957     | -                                 | № 442 від 29.09.1969 р.                 |      |
| 109. | 1299            | Братська могила радянських воїнів. Поховано 36 чол.                                                                    | с. Троковичі, Троковицька с/р, на кладовищі.                                     | 1958     | -                                 | № 442 від 29.09.1969 р.                 |      |
| 110. | 3287            | Пам'ятник воїнам-односельчанам.                                                                                        | с. Троковичі, Троковицька с/р, на півд.-схід від клубу.                          | 1990     | -                                 | № 616 від 29.09.1999 р.                 |      |
| 111. | 1300            | Братська могила радянських воїнів. Поховано 11 чол.                                                                    | с. Федорівка, Стиртівська с/р.,в центрі села.                                    | 1956     | -                                 | № 442 від 29.09.1969 р.                 |      |
| 112. | 1301            | Братська могила радянських воїнів. Поховано 7 чол.                                                                     | с. Федорівка, Стиртівська с/р, на кладовищі.                                     | 1961     | -                                 | № 442 від 29.09.1969 р.                 |      |
| 113. | 3289            | Пам'ятник воїнам-односельчанам.                                                                                        | с. Федорівка, Стиртівська с/р                                                    | 1990     | -                                 | № 616 від 29.09.1999 р.                 |      |
| 114. | 1308            | Братська могила радянських воїнів. Поховано 8 чол.                                                                     | с. Щеніїв, Забрідська с/р, біля клубу.                                           | 1960     | -                                 | № 442 від 29.09.1969 р.                 |      |
| 115. | 3288            | Пам'ятник воїнам-односельчанам.                                                                                        | с. Щеніїв, Забрідська с/р                                                        | 1991     | -                                 | № 616 від 29.09.1999 р.                 |      |
| 116. | 1830            | Братська могила радянських воїнів. Поховано 2 чол.                                                                     | с. Щербини, Вільська с/р, в центрі села.                                         | 1963     | -                                 | № 388 від 06.09.1976 р.                 |      |
| 117. | 1831            | Братська могила радянських воїнів. Поховано 2 чол.                                                                     | с. Ялинівка, Вільська с/р, біля клубу.                                           | 1975     | -                                 | № 388 від 06.09.1976 р.                 |      |
|      |                 | |                                                                                  |          |                                   |                                         |      |